# Behrendorf
Behrendorf là một đô thị thuộc huyện Stendal, bang Sachsen-Anhalt, Đức. Đô thị Behrendorf có diện tích 23,64 km², dân số thời điểm ngày 31 tháng 12 năm 2006 là 505 người.